# ムルタ・マクダーモット
ムルタ・マクダーモット（Murtagh McDermott）はアイルランドのSF作家。

## 概要
アイルランドで1728年に月世界旅行を描いた『A Trip to the Moon』を出版した。
当時、既にロケットを利用する宇宙旅行の物語はシラノ・ド・ベルジュラックが著していたが、技術的には後退する大砲を使用して宇宙船を打ち上げる概念の物語で1865年に刊行されたジュール・ヴェルヌの地球から月へよりも137年早かった。

## 小説
- A Trip to the Moon